# La Queue-les-Yvelines
La Queue-les-Yvelines, ou La Queue-lez-Yvelines, est une commune française située dans le département des Yvelines, en région Île-de-France.

## Géographie

### Situation
La commune se situe dans la plaine de Montfort-l'Amaury, à une trentaine de kilomètres à l'ouest de Versailles et  à une quinzaine de kilomètres à l'est de Houdan.
Le sud du territoire communal est couvert par la forêt des Quatre Piliers, extrémité nord du massif forestier de Rambouillet.

### Communes limitrophes
| Garancières |                       | Boissy-sans-Avoir |
| Millemont   | La Queue-les-Yvelines | Galluis           |
|             | Grosrouvre            | Galluis           |

### Hydrographie
- Le ruisseau du Lieutel marque la limite est de la commune.

### Transports et voies de communications

#### Réseau routier
La commune est desservie par la route nationale 12. Cette route nationale qui traversait le village, occasionnant de fréquents embouteillages, a été déviée, fin 1971, sous la forme d'une rocade passant au sud du village.
Le village est traversé par la route départementale 155 qui constitue l'artère principale commerçante et mène à Garancières vers le nord-ouest et à Galluis vers le sud-est.
La route départementale 156 qui porte le nom d'avenue des Platanes constitue la liaison entre le centre-ville et l'accès est de la RN 12 et à la gare de Montfort-l'Amaury - Méré.
La route départementale 199, quant à elle, relie le centre-ville à l'accès ouest de la RN 12 et à la commune de Millemont.

#### Desserte ferroviaire

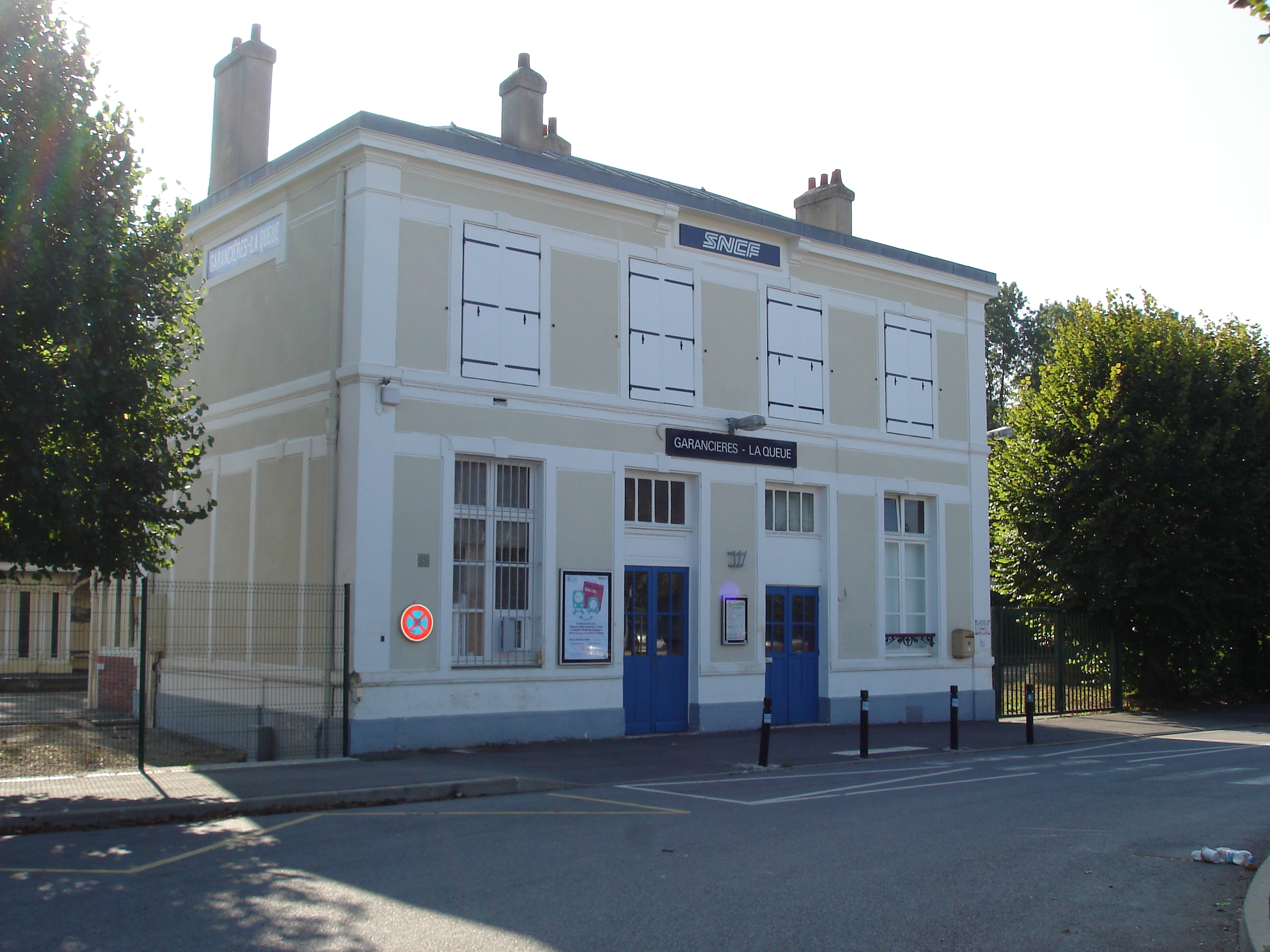
La gare de Garancières - La Queue.

La ligne de Saint-Cyr à Surdon passe par le territoire communal. La gare ferroviaire la plus proche est la gare de Garancières - La Queue qui est situé à 1,2 km sur la commune de Garancières.

#### Bus
La commune est desservie par les lignes 01, 2, 9, 15, 16, 17, 22, 35, 38, 39, 45, 49, Express 67 et Q du réseau de bus Centre et Sud Yvelines.

### Climat
Pour des articles plus généraux, voir Climat de l'Île-de-France et Climat des Yvelines.
En 2010, le climat de la commune est de type climat océanique dégradé des plaines du Centre et du Nord, selon une étude du CNRS s'appuyant sur une série de données couvrant la période 1971-2000. En 2020, Météo-France publie une typologie des climats de la France métropolitaine dans laquelle la commune est dans une zone de transition entre le climat océanique et le climat océanique altéré et est dans la région climatique Sud-ouest du bassin Parisien, caractérisée par une faible pluviométrie, notamment au printemps (120 à 150 mm) et un hiver froid (3,5 °C).
Pour la période 1971-2000, la température annuelle moyenne est de 10,6 °C, avec une amplitude thermique annuelle de 14,2 °C. Le cumul annuel moyen de précipitations est de 662 mm, avec 10,6 jours de précipitations en janvier et 7,7 jours en juillet. Pour la période 1991-2020, la température moyenne annuelle observée sur la station météorologique la plus proche, située sur la commune de Saint-Léger-en-Yvelines à 9 km à vol d'oiseau, est de 11,0 °C et le cumul annuel moyen de précipitations est de 706,3 mm,. Pour l'avenir, les paramètres climatiques de la commune estimés pour 2050 selon différents scénarios d'émission de gaz à effet de serre sont consultables sur un site dédié publié par Météo-France en novembre 2022.

## Urbanisme

### Typologie
Au 1er janvier 2024, La Queue-les-Yvelines est catégorisée bourg rural, selon la nouvelle grille communale de densité à sept niveaux définie par l'Insee en 2022.
Elle appartient à l'unité urbaine de Garancières-La Queue-les-Yvelines, une agglomération intra-départementale regroupant trois  communes, dont elle est ville-centre,,. Par ailleurs la commune fait partie de l'aire d'attraction de Paris, dont elle est une commune de la couronne,. Cette aire regroupe 1 929 communes,.

### Occupation des solssimplifiée
Le territoire de la commune se compose en 2017 de 68,04 % d'espaces agricoles, forestiers et naturels, 12,55 % d'espaces ouverts artificialisés et 19,4 % d'espaces construits artificialisés.

## Toponymie
La Queue (La Queue lez Yvelines) est un hameau de Galluis jusqu'en 1883.
Le nom de la localité est attesté sous les formes Cuculosa en 774, Cauda (La Queue) qui s’est implanté au VIIe siècle ou au VIIIe siècle. De 1790 à 1882, la commune est appelée Galluis-La-Queue,, La Queue et La Queue-lès-Yvelines en 1883.
Cauda (La Queue) désigne une terre allongée, en forme de queue, ou l'extrémité d'une zone géographique (étang, champs, bois…), ici la forêt d'Yveline (de Rambouillet).
À partir de 1883, elle prend le nom de La Queue-lès-Yvelines, bien avant la création du département des Yvelines, marquant ainsi son attachement à la région naturelle de l'Yveline,. En français, la préposition « lès » signifie « près de ». D'usage vieilli, elle n'est guère plus rencontrée que dans les toponymes, plus particulièrement ceux de localités. Ici, Lès signifie « près de (la forêt des) Yvelines », comme Villeneuve-les-Avignon signifie « près d'Avignon ».

## Histoire

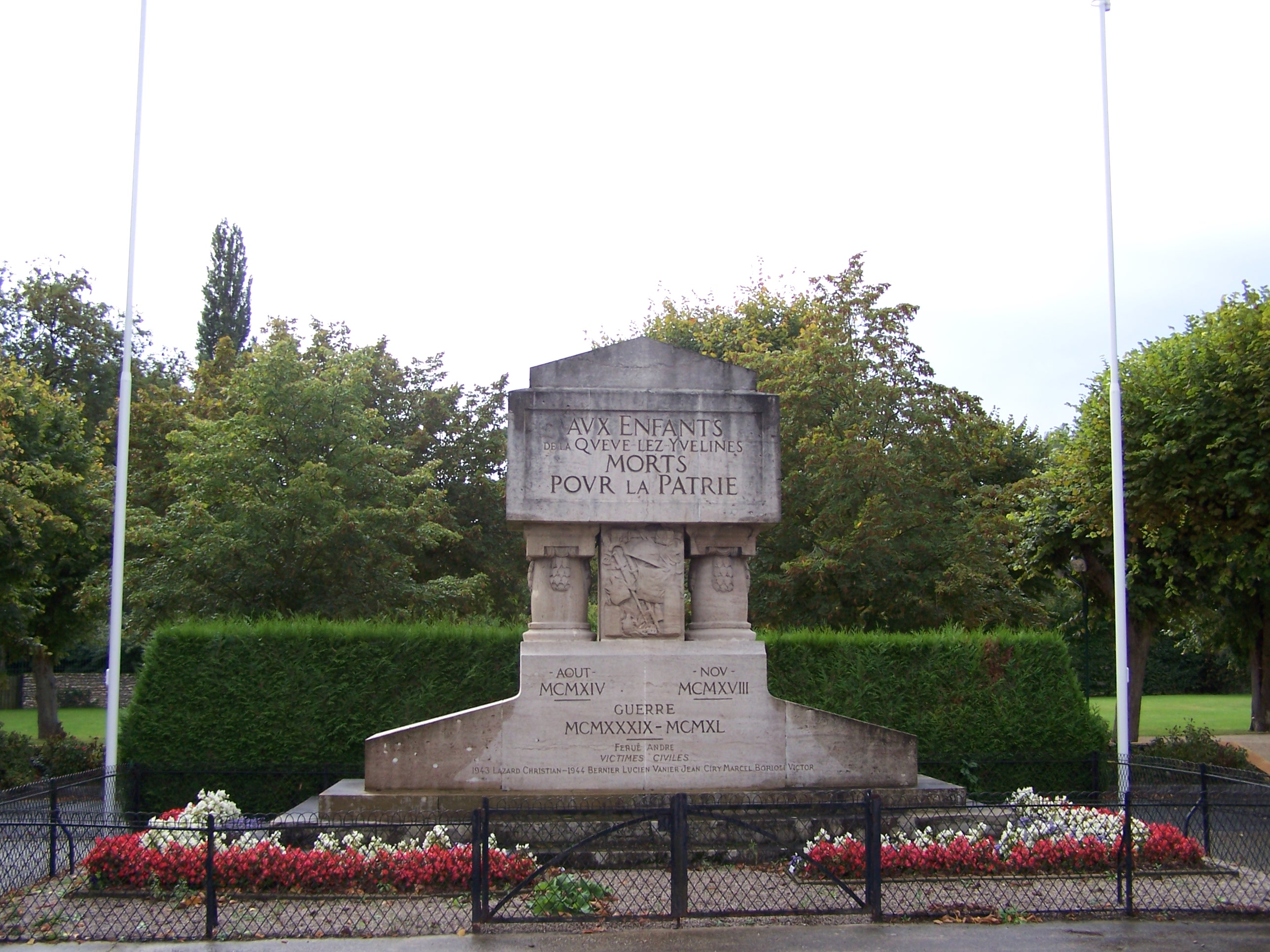
Le monument aux morts.

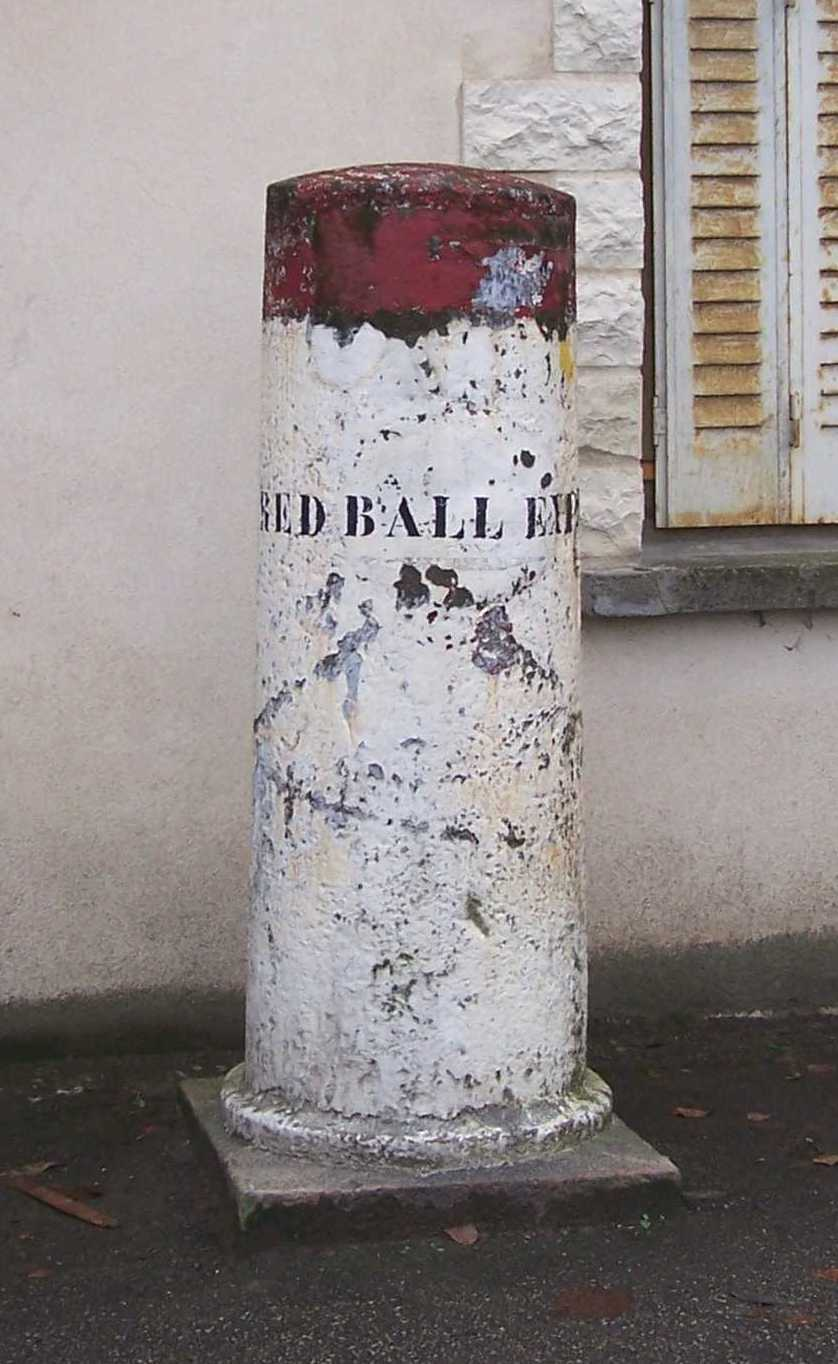
Borne commémorative du Red Ball Express.

Au XVIIIe siècle, le hameau de la Queue s'est bien développé et est devenu un village. Il souffre d'être éloigné de Galluis dont il dépend depuis plus d'un millénaire. À l'occasion de la Révolution de 1789, le premier registre des délibérations du Conseil Municipal de la commune va entériner son importance et l'associer en un seul nom de cette nouvelle commune : « Gaslluis-La Queue ». Les registres sont ouverts le dimanche 21 février 1790.
À la fin du règne de Louis-Philippe, 9 mars 1847, le conseil municipal décide la construction d’une église à La Queue, à la place d'une ancienne chapelle Saint-Nicolas.
Au début de la IIIe République, le 15 mars 1883, la commune de Galluis-La Queue est créée et formera à l’avenir deux municipalités distinctes et deux communes : Galluis et La Queue, et c’est le 3 février 1884 que pour la première fois la commune prend officiellement son nom de La Queue-lès-Yvelines. Elle a près de 900 habitants.
D'août à novembre 1944, la commune fut, à l'instar d'un certain nombre de communes de Normandie et de l'ouest de l'Île-de-France, un village-relais sur la route du Red Ball Express, système de convoyage routier de vivres, de munitions et surtout de carburant mis en place par les troupes alliées pour alimenter les forces du front au-delà de Paris vers l'Est de la France et la Belgique. De cet événement, il reste dans le village une borne commémorative.

## Politique et administration

### Liste des maires
| Période                                  | Période   | Identité                    | Étiquette   | Qualité                                                            |
| ---------------------------------------- | --------- | --------------------------- | ----------- | ------------------------------------------------------------------ |
| Les données manquantes sont à compléter. |           |                             |             |                                                                    |
|                                          |           | Adolphe Flamand (1839-1902) | Républicain | Propriétaire Conseiller général de Montfort-l'Amaury (1894 → 1902) |
| mars 1965                                | mars 1983 | Paul Paillole               |             | Militaire                                                          |
| mars 1983                                | 1992      | Rolland Gleizes             |             | Proviseur Démissionnaire                                           |
| 1992                                     | mars 2014 | Michèle Argy                | DVD         |                                                                    |
| mars 2014                                | mai 2020  | Michel Verenneman           | SE          | Retraité du BTP                                                    |
| mai 2020                                 | En cours  | Laurent Louesdon            | SE          | Responsable services généraux et logistique                        |

## Population et société

### Démographie

#### Évolution démographique
L'évolution du nombre d'habitants est connue à travers les recensements de la population effectués dans la commune depuis 1886. Pour les communes de moins de 10 000 habitants, une enquête de recensement portant sur toute la population est réalisée tous les cinq ans, les populations de référence des années intermédiaires étant quant à elles estimées par interpolation ou extrapolation. Pour la commune, le premier recensement exhaustif entrant dans le cadre du nouveau dispositif a été réalisé en 2008.

En 2022, la commune comptait 2 505 habitants, en évolution de +14,7 % par rapport à 2016 (Yvelines : +2,72 %, France hors Mayotte : +2,11 %).
| 1886 | 1891 | 1896 | 1901 | 1906 | 1911 | 1921 | 1926 | 1931 |
| ---- | ---- | ---- | ---- | ---- | ---- | ---- | ---- | ---- |
| 612  | 652  | 661  | 611  | 646  | 692  | 686  | 639  | 657  |

| 1936 | 1946 | 1954 | 1962 | 1968 | 1975  | 1982  | 1990  | 1999  |
| ---- | ---- | ---- | ---- | ---- | ----- | ----- | ----- | ----- |
| 735  | 842  | 904  | 919  | 908  | 1 296 | 1 753 | 1 811 | 1 844 |

| 2006  | 2008  | 2013  | 2018  | 2022  | - | - | - | - |
| ----- | ----- | ----- | ----- | ----- | - | - | - | - |
| 2 024 | 2 073 | 2 171 | 2 175 | 2 505 | - | - | - | - |

#### Pyramide des âges
En 2018, le taux de personnes d'un âge inférieur à 30 ans s'élève à 35,2 %, soit en dessous de la moyenne départementale (38 %). À l'inverse, le taux de personnes d'âge supérieur à 60 ans est de 28,3 % la même année, alors qu'il est de 21,7 % au niveau départemental.
En 2018, la commune comptait 1 035 hommes pour 1 140 femmes, soit un taux de 52,41 % de femmes, légèrement supérieur au taux départemental (51,32 %).
Les pyramides des âges de la commune et du département s'établissent comme suit.
| Hommes | Classe d’âge | Femmes |
| ------ | ------------ | ------ |
| 0,9    | 90 ou +      | 3,4    |
| 8,1    | 75-89 ans    | 11,3   |
| 14,9   | 60-74 ans    | 17,5   |
| 21,4   | 45-59 ans    | 19,2   |
| 15,9   | 30-44 ans    | 16,6   |
| 18,6   | 15-29 ans    | 16,4   |
| 20,3   | 0-14 ans     | 15,5   |

| Hommes | Classe d’âge | Femmes |
| ------ | ------------ | ------ |
| 0,6    | 90 ou +      | 1,4    |
| 6      | 75-89 ans    | 7,8    |
| 13,5   | 60-74 ans    | 14,8   |
| 20,7   | 45-59 ans    | 20,1   |
| 19,6   | 30-44 ans    | 19,9   |
| 18,5   | 15-29 ans    | 16,8   |
| 21,2   | 0-14 ans     | 19,2   |

### Enseignement
La commune possède :
- une école maternelle publique ;
- une école élémentaire publique (Marcel-Bouquet) ;
- un lycée public (des métiers de la vente et de la gestion) (Jean-Monnet).

### Sports
Il y a deux stades dans la commune : le stade de la butte des Moulins et le stade du Lieutel avec un gymnase. Plusieurs sports y sont pratiqués.

## Économie
- Terrain de golf (18 trous) au château de la Couharde ;
- Serre aux papillons (plus de 800 animaux avec plus de 100 espèces) (plus grande serre aux papillons de France) à la jardinerie Poullain ;
- Deux centres d'accueil de la Croix-Rouge pour enfants handicapés, l'institut médico-éducatif Christian-Lazard et la maison d'accueil spécialisée Guynemer.
- La Maréchalerie, un EHPAD situé au 8 rue Nationale 78940 la Queue-les-Yvelines, géré par le Groupe Mutualiste RATP, la mutuelle d'entreprise du Groupe RATP. Établissement privé à but non lucratif, entièrement agréé à l’Aide Sociale, La Maréchalerie accueille et héberge toute personne âgée de plus de 60 ans, adhérente ou non à la Mutuelle[29],[30],[31].

## Culture locale et patrimoine

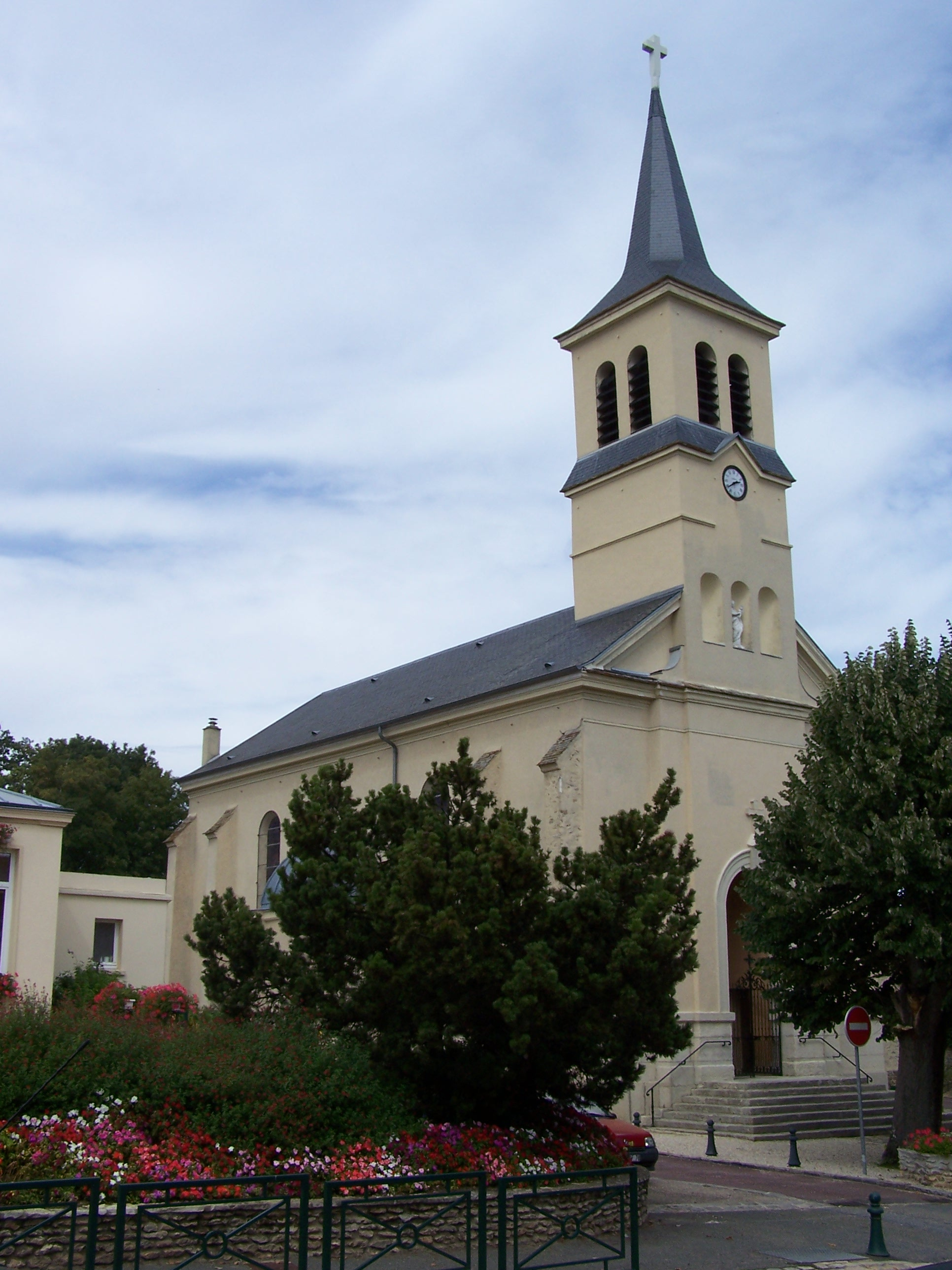
L'église Saint-Nicolas.

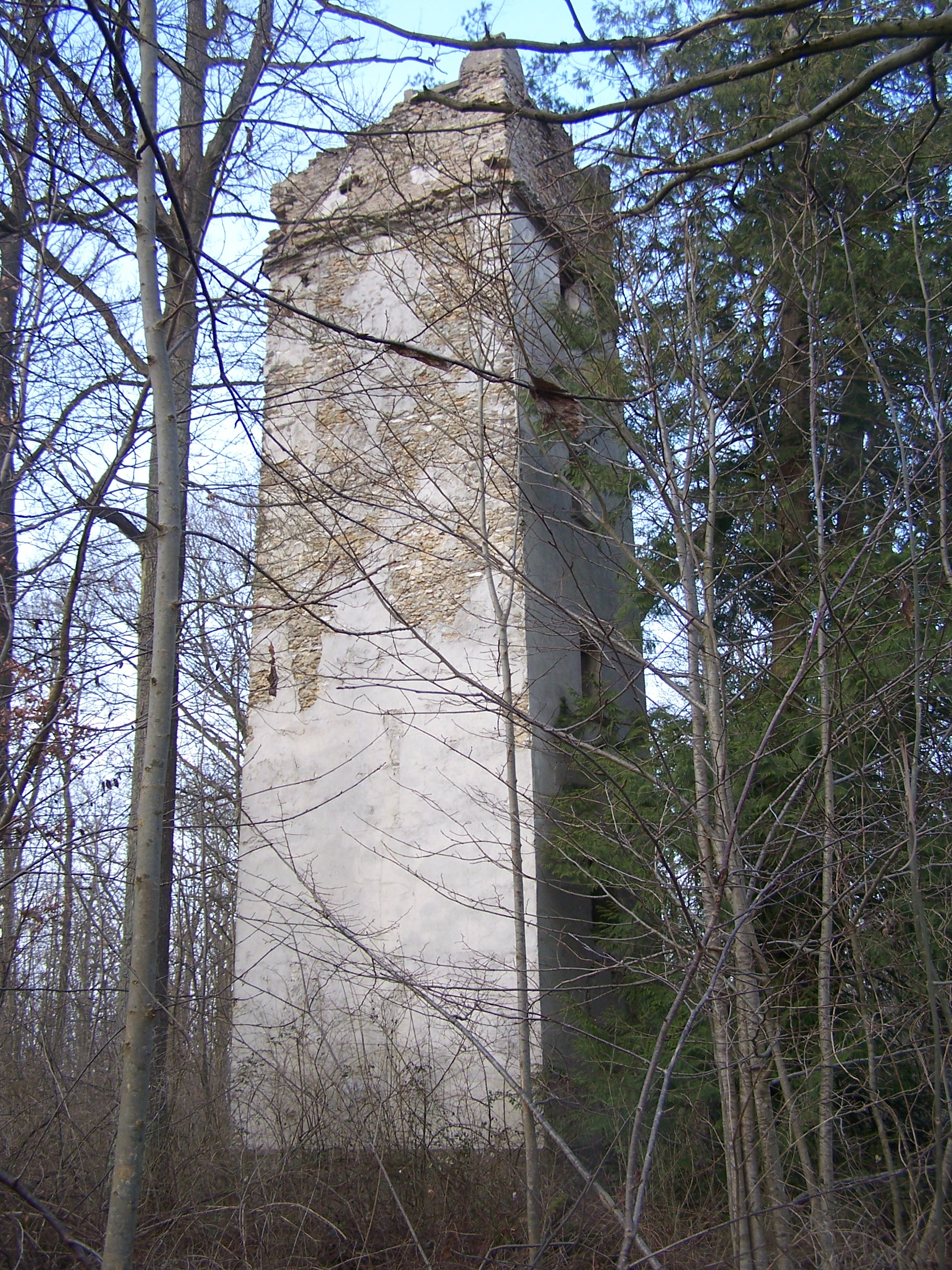
Vestiges de la tour de Chappe.

### Lieux et monuments
- Église Saint-Nicolas.

Construction en pierre à clocher-porche surmonté d'une flèche hexagonale couverte d'ardoise, construite en 1847 à la place d'une ancienne chapelle.
Intérieur restauré en 2005.
- Tour du télégraphe Chappe (fin du XVIIIe siècle), vestiges sur la butte des Moulins.
- Le château de la Couharde en limite sud de la commune.

### Personnalités liées à la commune
- Louise de Maisonblanche (ca 1676-1718), fille naturelle de Louis XIV et de Mademoiselle des Œillets, épousa, en 1696, Bertrand de Prez de La Queue, capitaine de la cavalerie (mort en 1740) vécut et mourut à La Queue-les-Yvelines}.
- Albert Dumont (1842-1884), archéologue.

### Cinéma
Plusieurs scènes de Nous irons tous au paradis,  un film français, réalisé par Yves Robert, sorti en 1977, sont tournées en extérieurs dans le village.

### Héraldique
| Blason de La Queue-les-Yvelines | Blason  | D'argent semé de feuilles de chêne de sinople, à la bande d'or chargée d'un jonc de sable feuillu aussi de sinople brochant sur quatre ondes et accompagné en chef et en pointe de quatre ondes 2 et 2, toutes d'azur, la bande accompagnée en chef d'un moulin à vent du champ et en pointe d'une diligence aussi du champ. |
| Blason de La Queue-les-Yvelines | Détails | |